# Carlin How
Carlin How – wieś w Anglii, w hrabstwie ceremonialnym North Yorkshire, w dystrykcie (unitary authority) Redcar and Cleveland. Leży 69 km na północ od miasta York i 344 km na północ od Londynu.